# 機場南駅 (済南市)
機場南駅（きじょうなんえき）は、中華人民共和国山東省済南市歴城区済南遥墻国際空港第1ターミナル駐車場に位置する済南地下鉄3号線の駅。

## 歴史
- 2025年11月22日：開業[1]。

## 駅構造
島式ホーム1面2線を有する地下駅。

## 駅周辺
- 済南遥墻国際空港第1ターミナル

## 隣の駅
済南地下鉄
■ 3号線
臨空駅 - 機場南駅